# Deutsches Casino
Deutsches Casino, někdy psáno také Deutsches Kasino, česky Německé kasino, byl název pražského německého spolku – měšťanské besedy se sídlem v Praze, hlavního společenského spolku sdružujícího německojazyčné občany, jehož členy byli německy hovořící občané, včetně židovských. Spolek byl založen roku 1862 a sídlil v dnešním Slovanském domě s tehdejší adresou Na příkopě 26, později (v letech 1906–1908) si nechal nedaleko na Senovážném náměstí postavit také secesní Dům U tří jezdců.
Roku 1916 změnil své jméno na „Spolek Německý dům“ (Verein Deutsches Haus).

## Historie
U zrodu pražského spolku stáli trutnovský politik Hieronymus Roth a poslanec Franz Schmeykal. Roth následně zastával funkci předsedy spolku, Franz Schmeykal byl jeho prvním starostou. V letech 1933–1934 pak pod vedením architekta Fritze Lehmanna proběhla přestavba a dostavba Vernierovského paláce pro Německé kasino. Budova se v letech 1873–1945 nazývala Německý dům, od roku 1945 pak Slovanský dům.

## Členové spolku
- Heinrich Mercy, knihkupec a politik, podílel i na založení spolku[9]
- Franz Mandelblüh, advokát a politik, 1864 se stal prvním předsedou německého společenského spolku v Olomouci[10]
- Otto Forchheimer, podnikatel, člen od roku 1864, od roku 1881 působil v jeho předsednictvu, od roku 1883 jako zástupce jeho předsedy a od 20. prosince 1894 jako předseda, přičemž v této funkci setrval až do své smrti[11]
- Johann Krumbholz, podnikatel a politik, císařský rada, člen ředitelství spolku
- Moritz Raudnitz, advokát a politik, zasedal ve správní radě spolku,[12] jehož byl místopředsedou[13]
- Ludwig Tedesco, lékař a politik, zasedal ve správní radě spolku[12]
- Alexander Richter, podnikatel a politik, působil ve vedení spolku[14][15]
- Johann Blaschka, podnikatel a politik, člen spolku[16]
- Friedrich Wiener, právník a politik

Mezi odpůrce pražského spolku Deutsches Kasino naopak patřil politik Rudolf Lodgman von Auen. Ten měl za úkol podporovat středostavovské německé zájmy, vyhnout se útokům na židy a zároveň podporovat německé nacionální zájmy při obstrukcích na sněmu.